# Salka jarucha
Salka jarucha är en insektsart som beskrevs av Irena Dworakowska 1994. Salka jarucha ingår i släktet Salka och familjen dvärgstritar. Inga underarter finns listade i Catalogue of Life.